# 圣加大肋纳堂 (巴伦西亚)

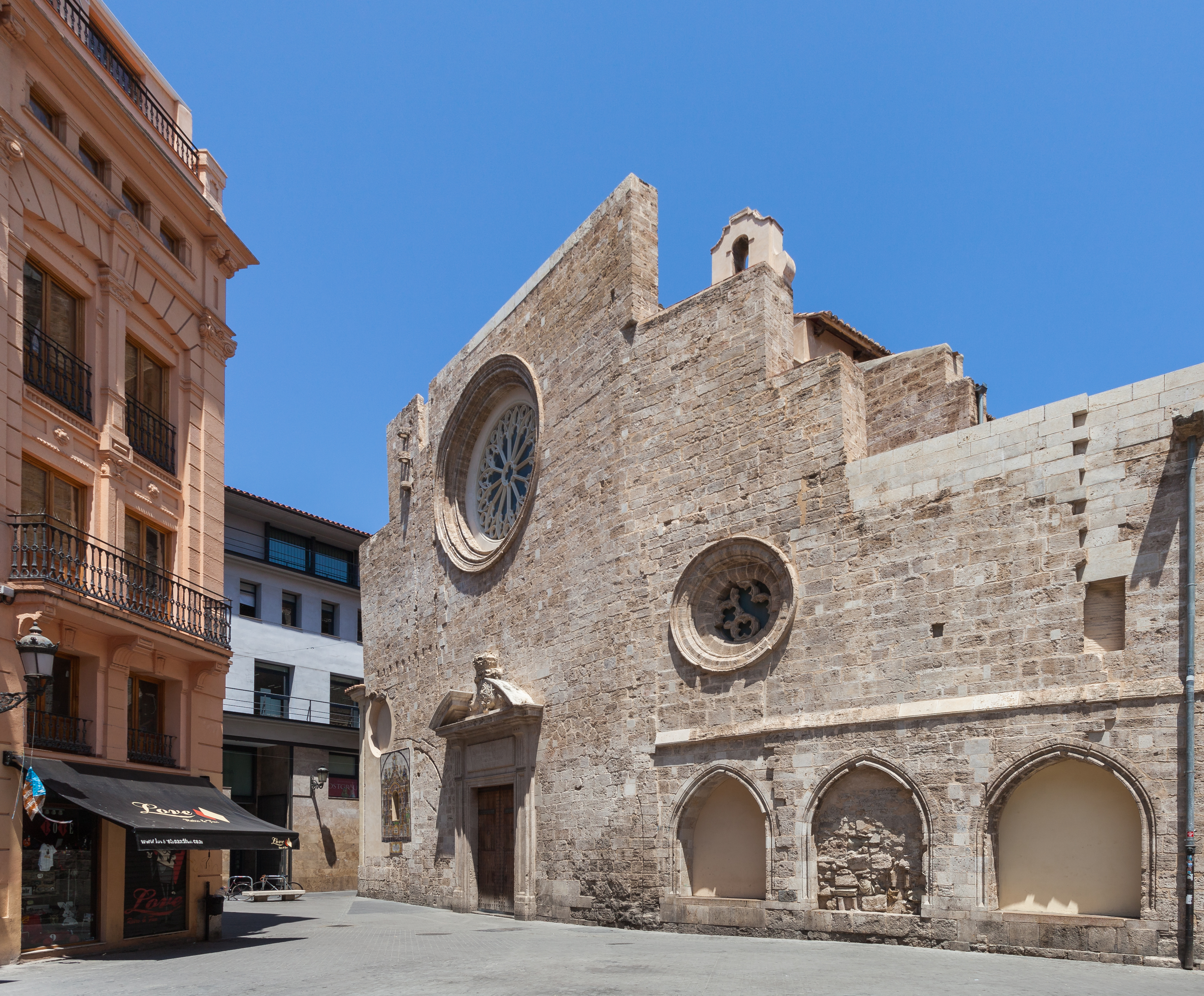
圣加大肋纳堂

圣加大肋纳堂（Santa Catalina）是一座罗马天主教教堂，哥特式风格，位于西班牙巴伦西亚的王后广场（Plaza de la Reina）南端。 

## 历史

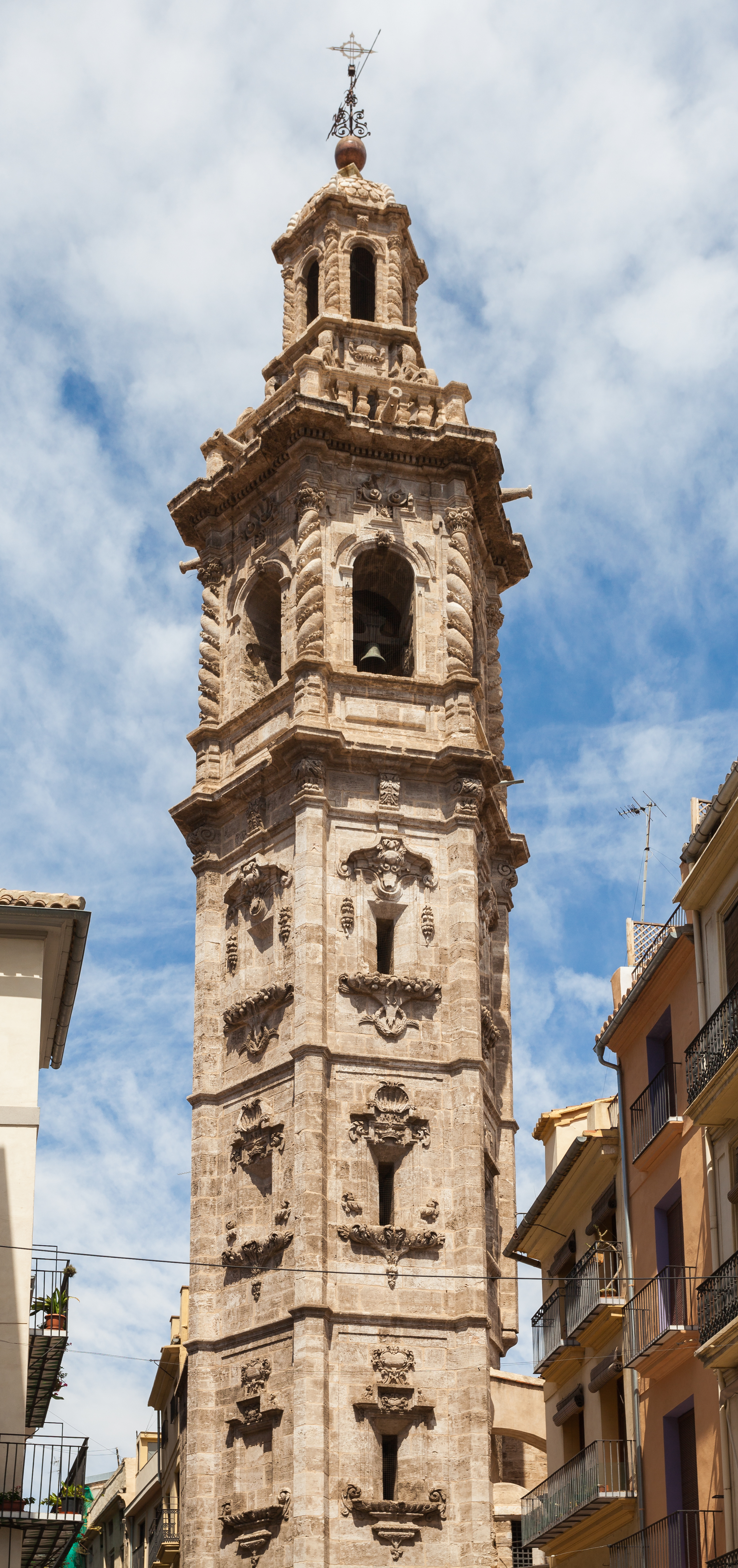

教堂建于13世纪初，位于一座清真寺的遗址上。在1548年的火灾后，内部重建为巴洛克风格。大门为16世纪古典主义风格。宏伟的钟楼高五层，底座为六角形，曾经是叫拜楼的原址，1688年至 1705 年间按巴洛克风格重建，采用 Juan Bautista Viñes 的设计。今天仍然呈现出 13 世纪的哥特式外观。教堂于 1785 年重建。
1936年，教堂内部遭到共和党民兵的袭击和焚烧。1950年代修复，并移除覆盖哥特式立面的一些古典主义添加物。